# Johannes Bothvidi
Johannes Bothvidi, född 7 oktober 1575 i Norrköping, Östergötland, död 24 oktober 1635, var en svensk hovpredikant och biskop i Linköpings stift 1630-1635. 

## Biografi
Johannes föddes 1575 i Norrköping. Han var son till stadsskrivaren Bothvid Hansson och Ingrid Göransdotter. Johannes studerade i Norrköping, Söderköping, Linköping, Vadstena och Stockholm. Han blev 29 januari 1600 student vid Uppsala universitet och reste 1603 till Tyskland. Han kallades sedan hem på kungliga befallning och prästvigdes 1604 i Uppsala domkyrka. Därefter reste han åter till Tyskland på bekostnad av Stockholms stad och studerade vid evangeliska akademier. Han vandrade även till Holland och Frankrike, begav sig även över till England och studerade även i Köpenhamn..
Johannes Bothvidi blev teologie doktor 24 oktober 1617.
År 1616 utnämndes han till hovpredikant hos Gustav II Adolf och åtföljde kungen på dennes krigståg såsom biktfader och konsistorialråd.
År 1630 utsågs Bothvidi till biskop i Linköpings stift; men hans verksamhet avbröts kort därpå, då han befalldes att följa drottning Maria Eleonora till Tyskland. Under sin vistelse där blev han 1632 utsedd att vidtaga åtgärder för den evangeliska religionens skyddande i kurfurstendömet Sachsen, samt att inrätta konsistorier i Minden och Magdeburg. I sitt stift, vars styrelse han återtog i augusti samma år, utmärkte han sig för ordningskärlek, nit och skicklighet. Han var känd som en framstående predikant och flera av hans predikningar har bevarats till eftervärlden. Han var även psalmförfattare.

### Familj
Johannes Botvidi gifte sig 1618 med Catharina Nilsdotter (död 1665). Hon var dotter till rådmannen Nils Jönsson och Brita Bengtsdotter i Jönköping. De fick tillsammans barnen Maria som var gift med sekreteraren Lars Larsson Bohm och burggreven Israel Noræus i Göteborg, tygmästaren Samuel Johansson Örn (1623–1693), Noach Örn, en dotter. Sönerna adlades 1650 med namnet Örn. Efter Johannes Botvidis död gifte Catharina Nilsdotter sig med rikshistoriografen Arnold Messenius.

### Översättningar
- 1614 – D. Lutheri trogna förmaning till borgmästare och råd i alla städer i Tyskland, att de kristliga skolor upprätthålla och hålla skola, Lübeck.[1]